# Claus Jensen
Claus William Jensen (ur. 29 kwietnia 1977 w Nykøbing Falster) – duński piłkarz grający na pozycji defensywnego pomocnika.

## Kariera klubowa
Jensen jest wychowankiem klubu Nykøbing Falster Alliancen, wywodzącego się z jego rodzinnego miasta Nykøbing Falster. W 1995 roku trafił do pierwszej ligi, do zespołu Næstved BK. Rozegrał jednak tylko 4 spotkania, a w 1996 roku klub spadł do drugiej ligi. Latem wraz z Dennisem Rommedahlem podpisał kontrakt z innym pierwszoligowcem, Lyngby BK. Występował tam przez dwa lata w pierwszym składzie, a w sezonie 1997/1998 był najlepszym strzelcem zespołu z 11 golami na koncie. Łącznie przez dwa lata zdobył ich dla Lyngby 14 w 62 meczach.
Latem 1998 Jensen przeszedł do angielskiego Boltonu Wanderers, grającego wówczas w Division One. Kosztował 18 milionów koron duńskich. W Boltonie był podstawowym zawodnikiem i przez dwa sezony rozegrał ponad 80 spotkań ligowych, jednak nie zdołał awansować do Premiership. Dlatego też w 2000 roku skorzystał z oferty Charltonu Athletic, a londyński klub zapłacił za niego 4 miliony funtów. W lidze zadebiutował 19 sierpnia 2000 roku w wygranym 4:0 domowym spotkaniu z Manchesterem City. W Charltonie był, podobnie jak w Boltonie, podstawowym zawodnikiem. Przez cztery sezony rozegrał ponad 120 ligowych spotkań w barwach „The Addicks”, a największy sukces osiągnął w sezonie 2003/2004, gdy zajął 7. miejsce w Premier League.
Latem 2004 Jensen przeszedł do Fulham F.C. za 1,25 miliona funtów. W jego barwach swój pierwszy mecz rozegrał 14 sierpnia, a Fulham zremisowało 1:1 na wyjeździe z Manchesterem City. W Fulham spędził 3 lata, jednak z powodu kontuzji i urazów wystąpił ledwie w 35 spotkaniach. 17 maja 2007 menedżer zespołu Lawrie Sanchez rozwiązał kontrakt z zawodnikiem, a 25 sierpnia Jensen zdecydował się zakończyć karierę i został projektantem gry MovieStarPlanet.
| Sezon   | Klub              | Kraj   | Rozgrywki    | Mecze | Bramki |
| ------- | ----------------- | ------ | ------------ | ----- | ------ |
| 1995/96 | Næstved BK        | Dania  | Superligaen  | 4     | 0      |
| 1996/97 | Lyngby BK         | Dania  | Superligaen  | 31    | 3      |
| 1997/98 | Lyngby BK         | Dania  | Superligaen  | 31    | 11     |
| 1998/99 | Bolton Wanderers  | Anglia | Division One | 44    | 2      |
| 1999/00 | Bolton Wanderers  | Anglia | Division One | 42    | 6      |
| 2000/01 | Charlton Athletic | Anglia | Premiership  | 38    | 5      |
| 2001/02 | Charlton Athletic | Anglia | Premiership  | 18    | 1      |
| 2002/03 | Charlton Athletic | Anglia | Premiership  | 35    | 6      |
| 2003/04 | Charlton Athletic | Anglia | Premiership  | 31    | 4      |
| 2004/05 | Fulham F.C.       | Anglia | Premiership  | 12    | 0      |
| 2005/06 | Fulham F.C.       | Anglia | Premiership  | 11    | 2      |
| 2006/07 | Fulham F.C.       | Anglia | Premiership  | 12    | 2      |

## Kariera reprezentacyjna
W reprezentacji Danii Jensen zadebiutował 29 marca 2000 roku w przegranym 1:2 towarzyskim meczu z Portugalią. W 2002 roku znalazł się w kadrze powołanej przez Mortena Olsena na Mistrzostwa Świata 2002. Tam wystąpił tylko w przegranym 0:3 meczu 1/8 finału z Anglią. 12 lutego 2003 ustrzelił hat-tricka w sparingu z Egiptem (4:1). W 2004 roku zaliczył kolejny turniej – Euro 2004. Wystąpił w trzech meczach: grupowych z Włochami (0:0), z Bułgarią (2:0) oraz w ćwierćfinale z Czechami (0:3). Karierę reprezentacyjną zakończył w 2007 roku. W drużynie narodowej zagrał 47 razy i strzelił 8 goli. W drużynie U-21 zaliczył 18 meczów, w których 3 razy wpisał się na listę strzelców.